# Carcanyol

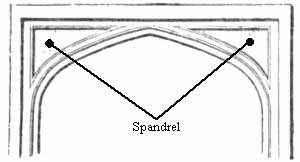
Carcanyols

El carcanyol és un element arquitectònic que defineix l'espai entre dos arcs o voltes (concretament entre els extradós dels dos arcs) o entre l'extradós d'un arc i un clos rectangular.

## Definició
Hi ha quatre o cinc significats acceptats del terme carcanyol en arquitectura i història de l'art, entès com l'espai entre una figura curvilínia i un límit rectangular. El més comú és l'espai comprès entre l'extradós d'un arc i el seu emmotllament rectilini. Malgrat això, també s'aplica a l'espai de paret entre arcs d'una arcada, o l'emmotllament damunt ells, o l'espai entre el medalló central i les cantonades rectilínies del quadrat que ho continguin, o l'espai entre l'esfera circular d'un rellotge i les cantonades del quadrat de la seva caixa. Més excepcionalment, també s'anomena així l'espai sota el voladís d'escala, si no està ocupat per un altre tram d'escala.
La utilització d'arcs a la construcció de ponts, fa que apareguin carcanyols també en aquestes estructures. Històricament, la majoria d'aquests espais eren carcanyols sòlids, perquè aquests espais entre arcs s'omplien completament amb pedra, acer o formigó armat. Posteriorment, s'ha fet bastant comú l'ús de carcanyols oberts, on les costelles, més primes, es fan servir per connectar la coberta superior amb els arcs del pont, produint estalvis significatius en material i pes, i conseqüentment en el cost. El pont de Trajà a l'antiga Roma sobre el Danubi és un dels exemples més antics. Els ponts amb carcanyols oberts de formigó armat eren bastant comuns per grans distàncies als anys 1920 i el 1930.
Els carcanyols també es poden trobar a la construcció de cúpules i són típics en les grans arquitectures del període medieval. On una cúpula necessitava recolzar-se en una base quadrada o rectangular, la cúpula aixecada sobre el nivell dels pilars que li donen suport forma uns carcanyols tridimensionals anomenats petxines que suporten el pes de la cúpula i la distribueixen entre els pilars.
- Medallons en els carcanyols
- Pont amb un carcanyol obert, 1888.
- Carcanyol romànic a la tribuna del priorat de Serrabona (~1150).